# Gagrellula saddlana
Gagrellula saddlana is een hooiwagen uit de familie Sclerosomatidae.